# Serres-sur-Arget
Serres-sur-Arget (Okzitanisch: Sèrras d’Arget) ist eine französische Gemeinde mit 772 Einwohnern (Stand: 1. Januar 2022) im Département Ariège in der Region Okzitanien; sie gehört zum Arrondissement Foix und ist Mitglied im Gemeindeverband L’Agglo Foix-Varilhes.  Die Einwohner werden Serrésiens und Serrésiennes genannt.

## Geografie

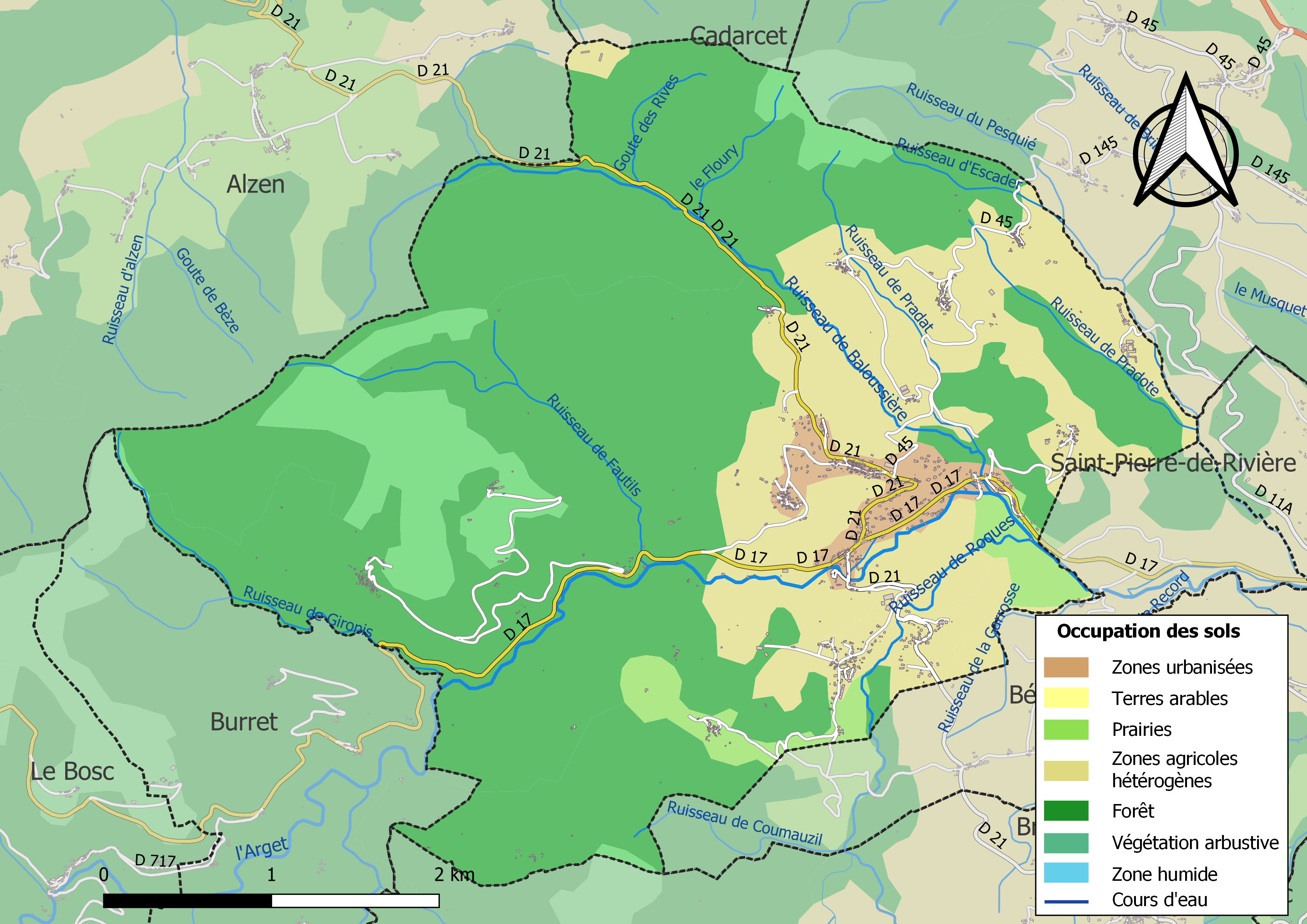
Bodennutzung, Hydrografie und Infrastruktur der Gemeinde

Die Gemeinde ist historisch und kulturell Teil des Pays de Foix und liegt etwa sieben Kilometer westlich von Foix sowie etwa 71 Kilometer südsüdöstlich von Toulouse im Barguillière-Tal. Die Gemeinde besteht aus dem Dorf Serres-sur-Arget, zahlreichen Weilern und Streusiedlungen sowie Einzelgehöften. Serres-sur-Arget befindet sich im Einzugsgebiet der Garonne und wird vom Arget, einem Nebenfluss der Ariège, entwässert, außerdem vom Ruisseau de Baloussière, vom Ruisseau de Roques, vom Flüsschen Goute des Rives, vom Flüsschen Floury, vom Ruisseau de Coumauzil, vom Ruisseau de Fautils, vom Ruisseau de Gironis, vom Ruisseau de la Garrosse, vom Ruisseau de Pradat, vom Ruisseau de Pradote, vom Ruisseau d’Escader, vom Ruisseau du Pesquié und von verschiedenen kleineren Bächen. Das Gemeindegebiet ist Teil des Regionalen Naturpark Pyrénées Ariégeoises und von vier Zones naturelles d’intérêt écologique, faunistique et floristique (ZNIEFF). 70 % der Fläche der Gemeinde sind bewaldet oder naturbelassen, etwas über ein Viertel wird landwirtschaftlich genutzt.
Umgeben wird Serres-sur-Arget von den Nachbargemeinden Cadarcet im Norden, Saint-Martin-de-Caralp im Nordosten, Saint-Pierre-de-Rivière im Osten, Bénac im Südosten, Brassac im Süden, Burret im Südwesten und Westen sowie Alzen im Westen und Nordwesten.

## Geschichte
Die Abtei im Ort wurde erstmals im Jahr 1095 erwähnt. Im Mittelalter lag der Ort innerhalb der Grafschaft Foix, die von 1607 bis zur Französischen Revolution eine Krondomäne des Königs von Frankreich war. Die Gemeinde gehörte von 1793 bis 1801 zum District Tarascon. Zudem lag Serres-sur-Arget von 1793 bis 1984 innerhalb des Kantons Foix und von 1984 bis 2015 im Kanton Foix-Rural. Die Gemeinde ist seit 1801 dem Arrondissement Foix zugeteilt. Bis 1958 trug die Gemeinde den Namen Serres. Zur Unterscheidung von gleichnamigen Orten erhielt sie dann den Zusatz und wurde zu Serres-sur-Arget. Die Abtei ist erst seit 1991 wieder ein Kloster: die Benediktinerinnenabtei Pesquié. Sie zählt rund 50 Frauen.

## Bevölkerungsentwicklung
| Jahr                       | 1962 | 1968 | 1975 | 1982 | 1990 | 1999 | 2006 | 2013 | 2020 |
| Einwohner                  | 613  | 444  | 385  | 460  | 565  | 701  | 768  | 777  | 678  |
| Quellen: Cassini und INSEE |      |      |      |      |      |      |      |      |      |

## Sehenswürdigkeiten
- Kirche Saint-Pierre-Saint-Paul mit romanischer Apsis aus dem 11. Jahrhundert
- Benediktiner-Abtei Notre-Dame-du-Pesquié (in den letzten 30 Jahren neu erbaut), erste Erwähnung 1095
- Zwei Lavoirs (Waschhäuser) in Cambié und Cayrel
- Denkmal für die Gefallenen[2]